# Mycetophila caripunai
Mycetophila caripunai är en tvåvingeart som beskrevs av Lane 1955. Mycetophila caripunai ingår i släktet Mycetophila och familjen svampmyggor. Inga underarter finns listade i Catalogue of Life.